# Імам Алі Хабібі
Імам Алі Хабібі Гударзі (перс. امامعلی حبيبی گودرزی; нар. 13 квітня 1931, Бабол, остан Мазендеран) — іранський борець вільного стилю, триразовий чемпіон світу, чемпіон Азійських ігор, чемпіон Олімпійських ігор.

## Життєпис

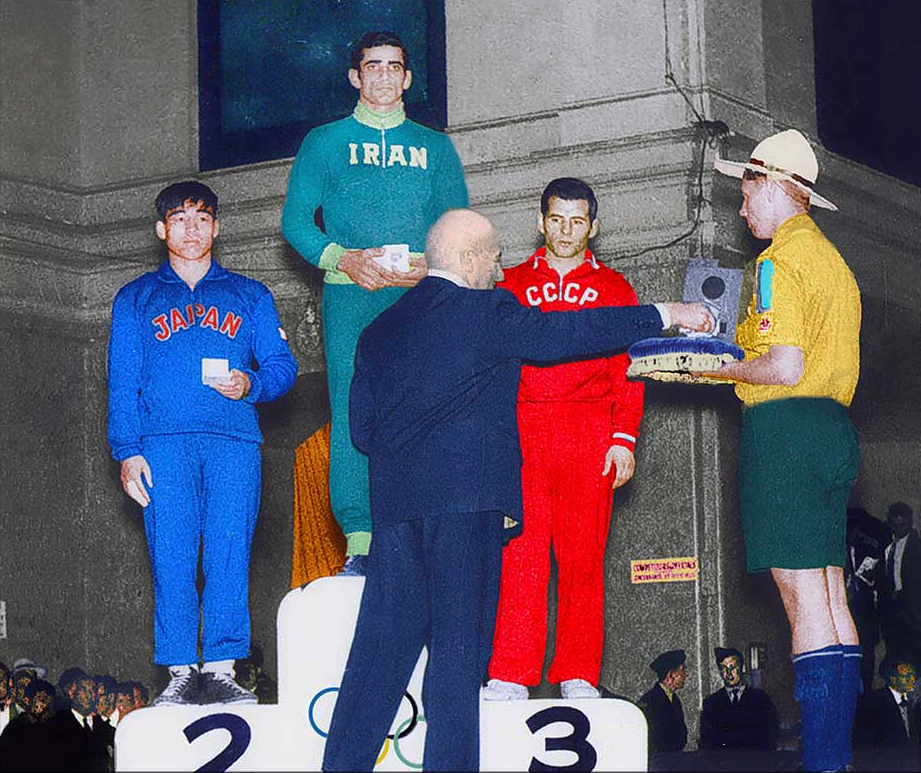
Зліва направо: Касахара Сігеру, Імам Алі Хабібі і Алімбег Бестаєв на олімпійському подіумі 1956 року в Гельсінкі

1 грудня 1956 року в Гельсінкі Імам Алі Хабібі разом з легендарним борцем Голамрезою Тахті стали першими олімпійськими чемпіонами Ірану з боротьби. На шляху до цього успіху Хабібі переміг шістьох супротивників, двох з яких уложив на лопатки, у тому числі у вирішальній сутичці радянського борця Алімбега Бестаєва.
Після цього Імам Алі Хабібі тричі ставав чемпіоном світу — у 1959, 1961 і 1962 роках і чемпіоном Азійських ігор 1958 року, але на Олімпіаді 1960 року в Римі посів лише четверте місце. Іранський борець переміг у чотирьох поєдинках, але вчисту програв Дугласу Блюбау зі США, який і здобув олімпійське золото.

## Вшанування пам'яті

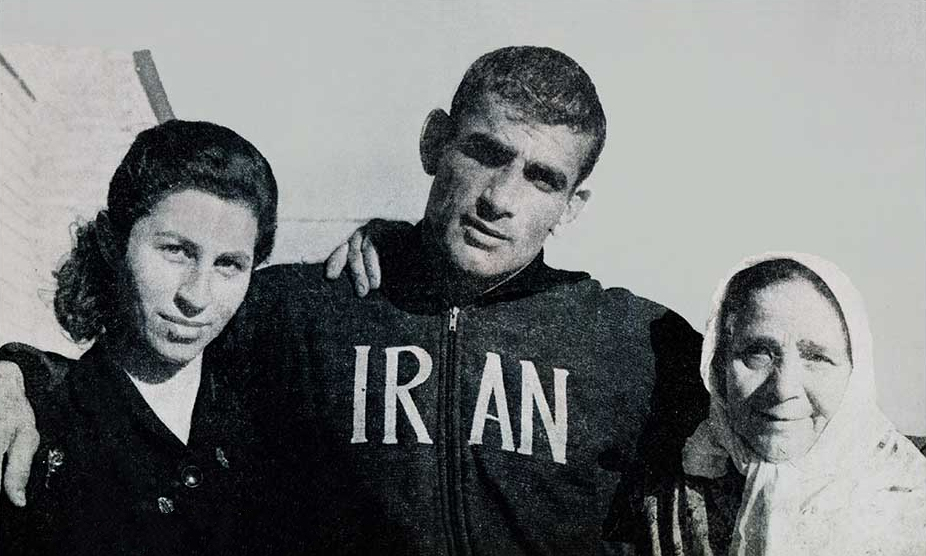
Імам Алі Хабібі з дружиною і матір'ю

2007 року включений до Всесвітньої Зали слави Міжнародної федерації об'єднаних стилів боротьби (FILA).

## Спортивні результати на міжнародних змаганнях

### Виступи на Олімпіадах
| Змагання                    | Збірна | Вагова категорія          | Місце  |
| --------------------------- | ------ | ------------------------- | ------ |
| Літні Олімпійські ігри 1956 | Іран   | вільна боротьба, до 67 кг | Золото |
| Літні Олімпійські ігри 1960 | Іран   | вільна боротьба, до 73 кг | 4      |

### Виступи на Чемпіонатах світу
| Змагання                        | Збірна | Вагова категорія          | Місце  |
| ------------------------------- | ------ | ------------------------- | ------ |
| Чемпіонат світу з боротьби 1959 | Іран   | вільна боротьба, до 73 кг | Золото |
| Чемпіонат світу з боротьби 1961 | Іран   | вільна боротьба, до 73 кг | Золото |
| Чемпіонат світу з боротьби 1962 | Іран   | вільна боротьба, до 78 кг | Золото |

### Виступи на Азійських іграх
| Змагання           | Збірна | Вагова категорія          | Місце  |
| ------------------ | ------ | ------------------------- | ------ |
| Азійські ігри 1958 | Іран   | вільна боротьба, до 67 кг | Золото |

### Виступи на Кубках світу
| Змагання                    | Збірна | Вагова категорія          | Місце |
| --------------------------- | ------ | ------------------------- | ----- |
| Кубок світу з боротьби 1958 | Іран   | вільна боротьба, до 67 кг | 4     |